# Inferno Euphoria
Inferno Euphoria é o primeiro álbum de remixes da cantora americana Slayyyter, lançado em 28 de janeiro de 2022, pela gravadora Fader. Foi anunciado através das redes sociais da artista em 24 de janeiro de 2022 e distribuído em formatos digitais e de streaming online. Consiste em remixes de canções de seu álbum de estreia, Troubled Paradise (2021). Musicalmente, deriva de origens estilísticas de dance e música eletrónica.

## Alinhamento de faixas
| Inferno Euphoria |                                                           |                                                 |                                                                                      |         |  |
| N.º              | Título                                                    | Compositor(es)                                  | Produtor(es)                                                                         | Duração |  |
| 1.               | "Troubled Paradise" (Le Matos Remix)                      | Slayyyter John Hill Jordan Palmer Ethan Budnick | Robokid Hill Palmer Le Matos (remistura e produção adicional por Le Matos)           | 05:39   |  |
| 2.               | "Clouds" (Owen Jackson Remix)                             | Slayyyter Marc Schneider Nicolas DiPietrantonio | Schmarx Nicopop Owen Jackson (remistura e produção adicional por Owen Jackson)       | 3:40    |  |
| 3.               | "Clouds" (Alex Chapman Remix)                             | Slayyyter Schneider DiPietrantonio              | Schmarx Nicopop Alex Chapman Remix (remistura e produção adicional por Alex Chapman) | 3:00    |  |
| 4.               | "Letters" (Kyle Shearer Remix)                            | Slayyyter Nate Campany Kyle Shearer             | Campany Shearer (remistura adicional por Kyle Shearer)                               | 2:12    |  |
| 5.               | "Troubled Paradise/Inferno Euphoria" (Not A Friend Remix) | Slayyyter Hill Palmer Budnick                   | Robokid Hill Palmer Not a Friend (remistura e produção adicional por Not a Friend)   | 4:12    |  |
| Duração total:   | Duração total:                                            | Duração total:                                  | Duração total:                                                                       | 18:45   |  |

## Histórico de lançamento
| Região | Data                  | Formato                    | Gravadora | Ref.        |
| ------ | --------------------- | -------------------------- | --------- | ----------- |
| Várias | 28 de janeiro de 2022 | Download digital streaming | Fader     | [ 6 ] [ 7 ] |